# Héctor Milián
Héctor Milián, född 1968, är en kubansk brottare som tog OS-guld i tungviktsbrottning i den grekisk-romerska klassen 1992 i Barcelona.